# جون مارويك
جون مارويك (بالإنجليزية: John Marwick)‏ ‏ (3 فبراير 1891-17 أغسطس 1978) هو عالم إحاثيات وجيولوجي نيوزلندي.

## النشأة والعائلة
وُلد مارويك بالقرب من أومارو في نيوزيلندا، في 3 فبراير 1891 وهو ابن هيو مارويك، وزوجته جين ني كوثبرت. أثناء وجوده في مدرسة وايتاكي للبنين، ساعد في جمع الأحفوريات وتعلم كيفية تصنيف الرخويات. درس ودرّس في جامعة أوتاجو، وفي عام 1912 حصل على درجة الماجستير مع مرتبة الشرف الأولى مع أطروحة عن الجيولوجيا. في عام 1915، تزوج من ماريون آيفي ماري كيز في موسيل. كان لديهم ابنان وابنتان، كلهم أصبحوا خريجين في العلوم.

## المسيرة المهنية
مع مجيء الحرب العالمية الأولى التحق مارويك بفيلق نيوزيلندا الطبي في عام 1916، وتم نشره في مصر. عمل هناك كطبيب في قسم نيوزيلندا، وكذلك في فلسطين وسيناء والأردن. فاز بالميدالية العسكرية، وعاد إلى مصر، حيث بقي حتى عام 1919.
في عام 1920 أصبح مساعدًا جيولوجيًا في هيئة المسح الجيولوجي النيوزيلندي. وبصفته عالِم الحفريات الجيولوجي الوحيد للمسح الجيولوجي، قام مارويك بتسمية معظم الحفريات الثلاثية النيوزيلندية الشائعة، فضلاً عن العديد من الحفريات النادرة. وكان عمله على الرخويات مساهمات هامة لفهم حقب الحياة الحديثة. واصل العمل مع شركات النفط في هذا المجال بعد تقاعده.
من عام 1937، بقي في المسح الجيولوجي ودخل مارويك في تعاون لمدة خمسة عشر عاما مع هارولد فينلي. أقنع فينلي لتحويل تركيزه من الرخويات إلى المنخربات.
تقاعد مارويك في عام 1952. واصل العمل في المنزل في فترة أصبحت مثمرة للغاية. وبصرف النظر عن عمله مع شركات النفط، واصل عمله على بطنيات القدم والدراسات الحيوانية في نيوزيلندا. وقدم إسهامات كبيرة في الجيومورفولوجيا وعلم حفريات حقبة الحياة الوسطى، وكذلك علم البراكين والطبقات. مراجعه تحتوي على 124 منشورا.
توفي جون مارويك في هاستينغز في 17 أغسطس 1978.

## التكريم والجوائز
- منح جائزة هاميلتون التذكارية بالاشتراك مع فينلاي
- 1933 - حصل على جائزة هيكتور ميموريال (مع ويليام نويل بنسون)
- 1935 - عين زميلا في الجمعية الملكية لنيوزيلندا
- 1937 - 1938 - رئيس قسم الجيولوجيا في جمعية ولنجتون الفلسفية
- 1938 إلى 1946 - محرر معاملات وقائع الجمعية الملكية النيوزيلندية
- 1944 إلى 1950 - في مجلس الجمعية الملكية النيوزيلندية
- 1950 إلى 1952 - نائب رئيس الجمعية الملكية النيوزيلندية
- 1953 - ميدالية هوتون التذكارية

## روابط خارجية
- رسم جدول زمني جيولوجي بقلم جون مارويك
- جون مارويك في (التاريخ الجيولوجي لنيوزيلندا 1948)